# ミシェル・エノン
ミシェル・エノン（Michel Hénon、フランス語: [enɔ̃]、1931年7月23日 - 2013年4月7日）は、フランスの数学者、天文学者。パリ天文台に長年勤めた。多体問題の研究者。
天文学においては、恒星系力学への貢献で知られる。1960年代後半から70年代前半にかけて、星団、特に球状星団の力学的進化の研究に貢献した。エノンは、球状星団の力学的進化を追跡するために、N体法（N体シミュレーション）より遥かに高速なモンテ・カルロ法を用いた数値計算上の多くの技法を開発した。
数学においては、カオス的な振る舞いを見せるシンプル離散力学系であるエノン写像で知られる。
エノンは制限つき三体問題に関する著作を出版している。
1978年ジャン・リカール賞（Prix Jean Ricard）、1983年ブラウワー賞受賞。